# VISTA (telescop)

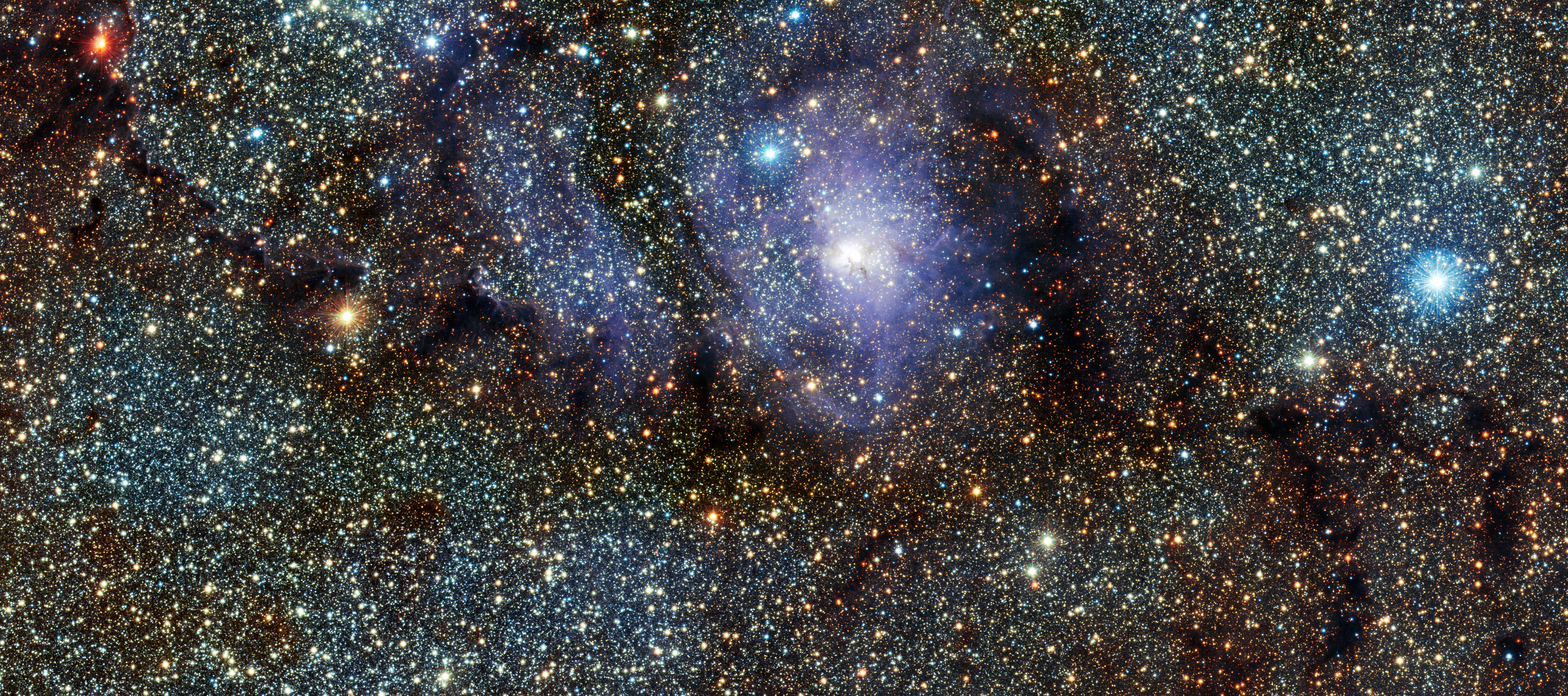
Vedere în infraroșu a Nebuloasei Lagună, fotografiată în ianuarie 2011 de telescopul VISTA.

VISTA (acronim al sintagmei din engleză Visible and Infrared Survey Telescope for Astronomy) este un telescop al Observatorului European Austral (ESO) dotat cu o oglindă de 4,5 metri și consacrat în întregime sarcinilor de recenzare sistematică a obiectelor cerești. Face parte din Observatorul Paranal. Dezvoltat de către instituțiile astronomice din Regatul Unit, telescopul a fost integrat parcului de instrumente  ale ESO, când această țară a devenit membră a acestui organism european. A fost instalat în Chile alături de telescopul principal al ESO, VLT. VISTA a fost inaugurat în 2010.

## Implantare
Telescopul VISTA este instalat la Observatorul Cerro Paranal în deșertul Atacama. Este situat la 2.518 de metri altitudine, pe vârful unei creste din vecinătatea celei care găzduiește VLT al Observatorului European Austral (ESO).

## Dezvoltare
Telescopul VISTA a fost inițial conceput de către un consorțiu de optsprezece universități britanice, între care Astronomy Technology Centre (ATC), Rutherford Appleton Laboratory (RAL) și Universitatea din Durham, și condus de Queen Mary University of London. Conceperea și construirea telescopului au fost pilotate de Consiliul de Echipamente Științifice și Tehnologice al Centrului de Tehnologie pentru Astronomie al Regatului Unit (în engleză: Science and Technology Facilities Council's -UK Astronomy Technology Centre (STFC, UK ATC)). Când Regatul Unit s-a alăturat ESO în 2002, proprietatea telescopului a fost transferată organismului european cu titlul de plată parțială a adeziunii sale. Acceptarea provizorie a VISTA a fost, în mod oficial, acordată de către ESO în cursul unei ceremonii organizate la sediul social al ESO la Garching, în Germania, în prezența unor reprezentanți ai Queen Mary University of London și ai STFC, la 10 decembrie 2009. Proiectul, finanțat de JIF și de PPARC, a intrat în funcțiune în 2007.

## Caracteristici tehnice
VISTA este un telescop Ritchey-Chrétien modificat. Cu o oglindă primară cu diametrul de 4,1 metri, este cel mai mare telescop de sondare a Universului. Conține un singur instrument, camera VIRCAM (VISTA InfraRed CAMera), care efectuează releveuri fotometrice în infraroșu (0,85-2,4 μm) acoperind un câmp de 0,6 grade pătrate cu o rezoluție unghiulară de 0,34 arcsecunde. Această cameră de 3 tone conține 16 detectoare, sensibile la radiația infraroșie și cuprinzând 67 de milioane de pixel. Pentru a se evita ca slaba radiație infraroșie venind din spațiu să fie mascată de zgomotul ambiant, camera este răcită la -200 grade Celsius și este sigilată într-o carcasă transparentă permițând pătrunderea radiației infraroșii. A fost studiată dezvoltarea unei camere care să funcționeze în spectrul vizibil „DarkCam”, dar a fost abandonată în 2005, deoarece a fost considerată prea riscantă din punct de vedere financiar. Acest telescop este utilizat la trei sferturi în modul recensământ. Datele obținute, 300 de gigaocteți pe noapte, adică peste 100 de teraocteți pe an, vor fi stocate în arhivele digitale ale ESO și vor fi tratate ca imagini și în cataloage în centrele de date ale universităților Cambridge și din Edimburg, în Regatul Unit. Mulțimea datelor va fi publică și accesibilă pentru astronomii din lumea întreagă. 

Un instrument de a doua generație este în curs de dezvoltare. Este vorba despre spectrograful multiobiect 4MOST. Instalarea sa este programată în jurul anului 2020.